# Конте, Абдул Томпсон
Абдул Томпсон Конте (англ. Abdul Thompson Conteh; 2 июля 1970, Фритаун) — сьерра-леонский футболист, нападающий.

## Биография
Конте родился во Фритауне, Сьерра-Леоне, и приехал в США подростком. В 1991—1992 годах играл за футбольную команду Университета округа Колумбия во втором дивизионе Национальной ассоциации студенческого спорта.
Выступал за клуб чемпионата Сальвадора «Атлетико Марте» в сезоне 1994/95.
Выступал в Мексике: за клубы «Толука» и «Монтеррей» в высшем дивизионе, за клуб «УАНЛ Тигрес» в первом дивизионе. За «Монтеррей» в Кубке Либертадорес 1999 забил три гола.
Выступал в чемпионате Гватемалы за клуб «Комуникасьонес».
8 февраля 2000 года Конте стал игроком клуба MLS «Сан-Хосе Эртквейкс». В высшей лиге США дебютировал 25 марта в матче стартового тура сезона 2000 против «Коламбус Крю». 22 апреля в матче против «Даллас Бёрн» забил свои первые голы в MLS, сделав дубль. По итогам сезона 2000 Конте удостоился награды «Филантроп года в MLS» за свою деятельность по сбору средств для гуманитарной миссии в родном Сьерра-Леоне, охваченном гражданской войной.
4 февраля 2001 года «Сан-Хосе Эртквейкс» обменял Конте с двумя драфт-пиками «Ди Си Юнайтед» на Джеффа Эйгуса. За вашингтонский клуб он дебютировал 7 апреля в матче стартового тура сезона 2001 против «Канзас-Сити Уизардс», выйдя на замену вместо Брайана Камлера на 78-й минуте. 21 апреля в матче против «Нью-Инглэнд Революшн» забил свои первые голы за «Ди Си Юнайтед», сделав дубль. В матче против «Нью-Инглэнд Революшн» 9 мая оформил покер. Стал лучшим бомбардиром Открытого кубка США 2001 с пятью голами. По итогам сезона 2001 стал третьим бомбардиром MLS и лучшим бомбардиром «Ди Си Юнайтед» с 14 голами. 8 мая 2002 года «Ди Си Юнайтед» отчислил Конте.
17 мая 2002 года Конте подписал контракт с клубом Эй-лиги «Питтсбург Риверхаундс». Дебютировал за «Риверхаундс» в тот же день в матче против «Хамптон-Родс Маринерс», выйдя на замену после перерыва между таймами. В матче против «Хамптон-Родс» на следующий день забил свой первый гол за «Риверхаундс».
В составе сборной Сьерра-Леоне Конте принял участие в Кубке африканских наций 1994.

## Достижения
Личные
- Филантроп года в MLS: 2000
- Лучший бомбардир Открытого кубка США: 2001 (5 мячей)